# Arthur Jones (Erfinder)

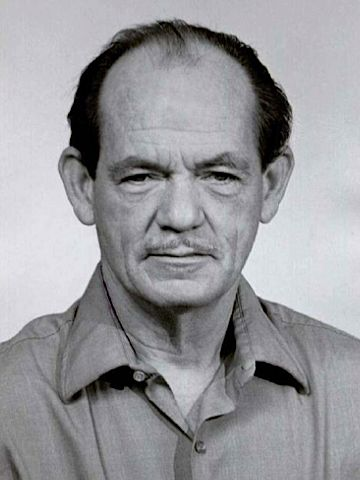
Arthur Jones

Arthur Allen Jones (* 22. November 1926 in Morrilton, Arkansas; † 28. August 2007 in Ocala, Florida) war Erfinder der Nautilus- und MedX-Krafttrainingsmaschinen und Begründer des High Intensity Trainings im Kraftsportbereich.

## Leben
Jones verbrachte den größten Teil seiner Kindheit in Oklahoma, lief jedoch schon früh von zu Hause fort. Nach der Bombardierung von Pearl Harbor 1941 gab er bei der Navy ein falsches Alter an um im Zweiten Weltkrieg dienen zu können. Schon im jungen Alter hatte er eine Vorliebe für Wildtiere aller Art. Nach dem Krieg gründete er deshalb ein Import-Export Unternehmen, welches Tiere mit Hilfe alter B-25 Bomber aus Afrika nach Amerika transportierte. Später drehte und produzierte er zahlreiche Tierfilme und -sendungen, die im Fernsehen ausgestrahlt wurden. Seine zweite Leidenschaft, die sich auch bereits in jungen Jahren herauskristallisierte, war die Erforschung effektiver Krafttrainingsmethoden. Er war der Meinung, dass herkömmliche Gewichte wie Kurz- und Langhanteln nicht über den gesamten Bewegungsradius einen ausreichenden Widerstand für die Muskeln darstellten und suchte nach für ihn sinnvolleren Trainingsmöglichkeiten. Zudem stellte er sich gegen die in den 1970er Jahren unter Bodybuildern verbreitete hochvolumige Trainingsmethode, da er aus Beobachtungen aus dem Tierreich schloss, ein Training müsste kurz, intensiv und infrequent ausgeführt werden um maximalen Erfolg zu bringen. Damit legte er den Grundstein für die Entwicklung des High-Intensity-Trainings.
Die erste Nautilus-Kraftmaschine wurde 1970 auf einer in Los Angeles stattfindenden Gewichtheber-Ausstellung vorgestellt und nannte sich „The Blue Monster“. Der Verkauf erfolgte durch die neu gegründete Firma „Arthur Jones Productions“, die jedoch später in „Nautilus Sports/Medical Industries“ umbenannt wurde, weil das maßgeblich für den Erfolg verantwortliche Schwungrad als Teil eines jeden Gerätes wie eine Nautilus-Muschel geformt war.
Arthur Jones’ Erfindung leitete damit das Zeitalter der Krafttrainingsmaschinen ein. Wo vorher von Bodybuildern und Gewichthebern ausschließlich mit Freihanteln trainiert worden war, entstanden nun moderne Fitnessstudios, welche auch der normalen Bevölkerung ein attraktives Angebot boten. Das ermöglichte die Entwicklung der Fitnessbranche und damit die Erschließung eines neuen Absatzmarktes. Das Unternehmen wuchs rapide und machte Jones zum Multimillionär. Jones widmete sich danach der Erfindung neuer Trainingsgeräte zur Rehabilitation der Wirbelsäule. Diese sollten in der Lage sein, ein Training der unteren Rückenmuskulatur isoliert von anderen Muskelgruppen zu ermöglichen. Infolgedessen wurde die Firma „MedX Corporation“ gegründet. Er verkaufte „MedX Corporation“ 1996 und trat anschließend in den Ruhestand. Anfang der achtziger Jahre erwarb Werner Kieser die Vertriebsrechte für die Nautilusmaschinen in Europa. Hohe Schutzzölle der EWG und juristische Auseinandersetzungen mit deutschen Sportgeräteherstellern verhinderten aber die Verbreitung. Allerdings setzte sich das Konstruktionsprinzip für Trainingsmaschinen durch. Werner Kieser stattete seine Studiokette Kieser Training mit Nautilus-Geräten aus.
Arthur Jones war sechs Mal verheiratet und geschieden und Vater von mindestens vier Kindern.

## Schaffen

### Arthur Jones’ Trainingsprinzipien
Jones war ein Befürworter des Ganzkörpertrainings. Da man beim Essen dem ganzen Körper Nährstoffe zuführt, beim Schlafen der ganze Körper schläft, sollte man den Körper beim Training auch als ganze Einheit betrachten und ihn so trainieren.
Er verfasste einige Empfehlungen für ein effektives Muskelaufbautraining:
- es sollte dreimal wöchentlich ein Ganzkörpertraining absolviert werden,
- nach jedem Trainingstag folgte mindestens ein Ruhetag,
- bei Stagnation mit 3 Einheiten maximaler Anstrengung sollte das Volumen auf 2 reduziert werden, um Erholung zu gewährleisten,
- es sollte 1 Satz pro Übung ausgeführt werden, maximal 2 und niemals 3,
- in jedem Satz sollte man die höchstmögliche Wiederholungsanzahl anstreben,
- Gewichte müssen progressiv gesteigert werden,
- Kurz- und Langhanteln bieten bei manchen Übungen keinen optimalen Widerstand über den Bewegungsradius, und Krafttrainingsmaschinen sind dort vorteilhafter,
- man soll sich nur an der eigenen Leistung messen, niemals an anderen,
- Fortgeschrittene sollten härter, nicht öfter und länger trainieren,
- bei Krankheit soll das Training pausiert werden,
- Zufuhr einer angemessenen Nährstoffmenge ohne Übermaß,
- keine Einnahme von Dopingmitteln.

### Nautilus
Bei Freihantelübungen existiert eine Limitation des Widerstandes durch die Kraft in der anatomisch ungünstigsten Gelenkwinkelstellung, und die Verwendung eines maximalen Widerstandes in anderen Positionen ist nicht möglich – die Muskulatur wird über die gesamte Amplitude nur unvollständig belastet. Mit Erfindung des Schwungrades durch Jones war es möglich, den relativen Widerstand an die sich verändernden Hebelverhältnisse während einer Bewegung über die vollständige Bewegungsamplitude anzupassen und die Muskulatur effektiver zu belasten. Das Schwungrad bei Nautilus Maschinen ermöglichte nun eine flüssige Anpassung des auf die Muskulatur wirkenden Drehmoments in jedem Gelenkwinkel. Nautilus Maschinen sind größtenteils so konstruiert, dass sie Muskelgruppen isolieren, um sie am effizientesten trainieren zu können. Um das zu gewährleisten, setzt der Widerstand auch nur tatsächlich an dem Teil der Extremität an, welcher auch vom betreffenden Muskel bewegt wird. Beispielsweise ermöglicht die Pullover/Torso Maschine ein isoliertes Latissimustraining. Die Kraft setzt hier direkt am Ellenbogengelenk an – am Ende des durch den Latissimus bewegten Oberarms –, und ein Mitwirken der Oberarmbeuger wird so vollkommen eliminiert. Im Gegensatz zu Klimmzügen können diese nun keine potenzielle Schwachstelle mehr beim Latissimustraining darstellen. Weiterhin gibt es Kombinationsmaschinen, die es ermöglichen, ohne großen Zeitverlust zwischen zwei Übungen für gleiche Muskeln zu wechseln, um das „Vorermüdungsprinzip“ (engl. „pre-exhaustion principle“) anwenden zu können.
Nautilus Prinzipien:
1. rotatorische Bewegung
2. direkter Widerstand
3. automatische Variabilität des Widerstandes
4. ausgeglichener Widerstand
5. positive Arbeit
6. negative Arbeit
7. Dehnung
8. Vordehnung
9. Widerstand in der maximal kontrahierten Position
10. uneingeschränkte Bewegungsgeschwindigkeit

Entwickelte Maschinen:
- Hip/Leg Machines
- Torso Machines
- Waist Machines
- Neck Machines
- Arm Machines
- Multi-Exercise Machines

### Das Colorado-Experiment
Das Experiment fand vom 1. Mai bis 29. Mai 1973 im Departement of Physical Education der Colorado State University statt. Das Ziel des Experiment war zu zeigen, dass das menschliche Muskelwachstum in direkter Verbindung mit der Intensität des Trainings steht und dass Zunahme von Muskelkraft und -masse sehr schnell durch Anwendung eines infrequenten und kurzen Trainings erfolgen kann – unter der Voraussetzung einer ausreichend hohen Intensität.
Als Proband stellte sich zunächst Casey Viator, ein Bodybuilder zur Verfügung, später auch Jones selbst. Viator erlitt Anfang des Jahres 1973 durch einen Arbeitsunfall eine Verletzung an der Hand und erkrankte infolge einer allergischen Reaktion auf eine Tetanus-Injektion schwer, was eine länger andauernde Trainingspause nach sich zog. Während dieser 4 Monate verlor er deutlich an Muskelmasse, sein Körpergewicht sank von 91,3 kg auf 76 kg. Nach seiner Genesung wurde von Jones ein Trainingsprogramm erstellt und vorgeschlagen, das Experiment von unabhängiger Seite überwachen und aufzeichnen zu lassen, um die Wirksamkeit des hochintensiven Trainings zu demonstrieren. Dazu wurden Körpergewicht, Körperfettgehalt und fettfreie Körpermasse durch James E. Johnson vor Beginn und nach Beendigung des Experiments gemessen. Ausführung und Dauer der Trainingseinheiten standen unter der Aufsicht von Elliot Plese, des Direktors des „Exercise Physiology Laboratory“. Das Training fand ausschließlich an Nautilus-Geräten statt, die nach Jones als einzige die notwendigen Kriterien für ein effektives Krafttraining gewährleisten könnten:
- voller Bewegungsumfang
- rotatorische Form des Widerstandes
- automatische Variabilität des Widerstandes
- direkter Widerstand

Alle Übungen wurden bis zum Punkt des momentanen Muskelversagens ausgeführt. Eine Ausnahme bildeten rein exzentrisch ausgeführte Übungen, deren Ende durch eine mangelnde exzentrische Bewegungsausführung determiniert war. Durchschnittlich wurden 10 Wiederholungen einer Übung ausgeführt, jedoch jedes Mal eine maximale Wiederholungsanzahl angestrebt. Die Bewegungsausführung war flüssig und ohne ruckelnde oder plötzliche Bewegungen mit kurzem Stopp am Punkt der maximalen Muskelkontraktion.
Resultate des Colorado Experiments
|                               | Casey Viator | Arthur Jones |
| ----------------------------- | ------------ | ------------ |
| Zeitspanne                    | 28 Tage      | 22 Tage      |
| Zunahme Körpergewicht         | 20,58 kg     | 6,19 kg      |
| Zunahme Muskelmasse           | 28,73 kg     | 7,02 kg      |
| Abbau Körperfett              | 8,15 kg      | 0,83 kg      |
| Trainingszeit gesamt          | 7:50,30 h    | 4:48,00 h    |
| Trainingseinheiten            | 14           | 12           |
| Durchschnittszeit pro Einheit | 33,36 min    | 24,50 min    |

Neben dem Wiederaufbau von Muskelmasse verbesserten sich auch die Kraftwerte in großem Maße:
- Beinpresse: 32 Wiederholungen mit 400 US-Pfund auf 45 Wiederholungen mit 840 US-Pfund.
- Klimmzug: 7 Wiederholungen mit 217 US-Pfund auf 11 Wiederholungen mit 287 US-Pfund (einschließlich des Körpergewichts)
- Schulterdrücken stehend: 8 Wiederholungen mit 160 US-Pfund auf 11 Wiederholungen mit 200 US-Pfund
- Dips: 12 Wiederholungen mit 217 US-Pfund auf 16 Wiederholungen mit 312 US-Pfund (einschließlich des Körpergewichts)

Diese Zahlen sollten verdeutlichen, dass es sich um einen Aufbau funktioneller Muskelmasse handelte.
Es wurde deutlich gemacht, dass beide Probanden ein überdurchschnittliches Potenzial für Muskelwachstum aufwiesen und in diesem Experiment bereits zuvor erreichte Muskelmasse wiederaufbauten. Das jeweilige Ergebnis einzelner Individuen ist, so wurde postuliert, primär abhängig von:
1. genetischem Potenzial für Muskelmasse,
2. Alter,
3. Gesundheitszustand,
4. der im Training aufgebrachten Intensität.

Weiterhin bestritten Jones und Viator später jeglichen Einsatz von anabolen Substanzen.

### Das West-Point-Experiment
Nach der Kritik am Colorado-Experiment strebte Jones eine Durchführung einer weiteren Studie mit größerem Teilnehmerfeld an. 1975 kaufte sich die US-Militärakademie in West Point Nautilusgeräte für das Rekrutentraining. Auf Anfragen von Jones erklärte man sich zur Teilnahme an einer Trainingsstudie bereit, welche Jones finanzierte. In dieser sollten 20 Footballspieler mit HIT trainieren und 20 mit konventionellem Krafttraining. Über einen Zeitraum von 6 Wochen trainierten beide Gruppen dreimal pro Woche, wobei die hochintensiv trainierende Gruppe 10–12 Sätze pro Einheit durchführte. Anschließend wurde Kraft- und Ausdauerverbesserungen gemessen. Die nach HIT trainierende Gruppe verbesserte sich um durchschnittlich 56 % in den Krafttests, während die andere Gruppe keine Veränderungen vorweisen konnte. Die Ausdauerleistungen verbesserten sich ebenfalls stärker als die der anderen Gruppe, jedoch ist eine Rückführung auf das HIT hier nicht möglich, da parallel Ausdauertraining stattfand. Alle Sportler hatten bereits langjährige Krafttrainingserfahrung.